# 交通部高速公路局
交通部高速公路局（簡稱高速公路局、高公局）是中華民國交通部直屬機關，負責所有中華民國國道（高速公路）的新建、管理、養護等工作。

## 歷史
1960年代末到1970年代，中華民國政府在臺灣開始了一連串國家級基礎建設工程，其中包括了臺灣第一條高速公路中山高速公路的興建。
1970年6月8日，為了興建中山高速公路，行政院責成交通部成立交通部臺灣區高速公路工程局。
1971年8月14日，中山高速公路正式動工。
1978年10月31日，中山高速公路全線通車；同年12月1日，交通部臺灣區高速公路工程局改制為交通部臺灣區國道高速公路局，由工程機關改制為管理機關。
1987年3月5日，「交通部北部第二高速公路工程處」成立，負責北部第二高速公路的籌建計畫。
1989年4月17日，「交通部南宜快速公路工程籌備處」成立，主辦南港至宜蘭間快速公路的規劃與興建事宜。
1990年1月5日，為了統一國道建設事權，「交通部北部第二高速公路工程處」與「交通部南宜快速公路工程籌備處」合併，成立「交通部臺灣區國道新建工程局」（簡稱國工局），負責臺灣整體高速公路路網的規劃設計及興建。
2017年5月26日，立法院三讀通過《交通部高速公路局組織法》，將原「交通部臺灣區高速公路工程局」以及「交通部臺灣區國道新建工程局」合併，並更名為「交通部高速公路局」，人事制度從原本的派用制與交通資位制改為簡薦委制（簡任、薦任、委任）。
2018年2月12日，交通部高速公路局正式改組成立。
2023年6月7日公布修正《交通部高速公路局組織法》
2023年9月15日組織調整，次級機關改設各區養護工程分局和各新建工程分局。

## 歷任局長
| 任別                     | 姓名                     | 就職時間                 | 卸任時間                 | 任期                         |                          |                          |                          |                          |                          |                          |                          |                          |
| 交通部高速公路工程局局長 | 交通部高速公路工程局局長 | 交通部高速公路工程局局長 | 交通部高速公路工程局局長 | 交通部高速公路工程局局長     | 交通部高速公路工程局局長 | 交通部高速公路工程局局長 | 交通部高速公路工程局局長 | 交通部高速公路工程局局長 | 交通部高速公路工程局局長 | 交通部高速公路工程局局長 | 交通部高速公路工程局局長 | 交通部高速公路工程局局長 |
| ------------------------ | ------------------------ | ------------------------ | ------------------------ | ---------------------------- | ------------------------ | ------------------------ | ------------------------ | ------------------------ | ------------------------ | ------------------------ | ------------------------ | ------------------------ |
| 1                        | 胡美璜                   | 1970年6月8日             | 1978年1月8日             | 7年7個月                     |                          |                          |                          |                          |                          |                          |                          |                          |
| 2                        | 王兆杕                   | 1978年1月9日             | 1978年11月30日           | 10個月                       |                          |                          |                          |                          |                          |                          |                          |                          |
| 交通部國道高速公路局局長 |                          |                          |                          |                              |                          |                          |                          |                          |                          |                          |                          |                          |
| 1                        | 王兆杕                   | 1978年12月1日            | 1979年8月12日            | 8個月                        |                          |                          |                          |                          |                          |                          |                          |                          |
| 2                        | 方恩緒                   | 1979年8月13日            | 1987年2月28日            | 7年6個月                     |                          |                          |                          |                          |                          |                          |                          |                          |
| 3                        | 石中光                   | 1987年3月1日             | 1990年9月30日            | 3年7個月                     |                          |                          |                          |                          |                          |                          |                          |                          |
| 4                        | 王振芳                   | 1990年10月1日            | 1991年8月4日             | 10個月                       |                          |                          |                          |                          |                          |                          |                          |                          |
| 5                        | 楊欽耀                   | 1991年8月5日             | 1997年7月15日            | 6年                          |                          |                          |                          |                          |                          |                          |                          |                          |
| 6                        | 歐輝政                   | 1997年7月16日            | 1997年8月20日            | 1個月                        |                          |                          |                          |                          |                          |                          |                          |                          |
| 7                        | 何煖軒                   | 1997年8月21日            | 2002年7月24日            | 5年                          |                          |                          |                          |                          |                          |                          |                          |                          |
| 8                        | 梁樾                     | 2002年7月25日            | 2005年4月24日            | 2年9個月                     |                          |                          |                          |                          |                          |                          |                          |                          |
| 9                        | 陳建宇                   | 2005年4月25日            | 2006年7月17日            | 1年3個月                     |                          |                          |                          |                          |                          |                          |                          |                          |
| 10                       | 楊錫安                   | 2006年7月18日            | 2006年11月13日           | 4個月                        |                          |                          |                          |                          |                          |                          |                          |                          |
| 11                       | 李泰明                   | 2006年11月14日           | 2010年2月7日             | 3年3個月                     |                          |                          |                          |                          |                          |                          |                          |                          |
| 12                       | 曾大仁                   | 2010年2月8日             | 2014年4月7日             | 4年2個月                     |                          |                          |                          |                          |                          |                          |                          |                          |
| 13                       | 陳彥伯                   | 2014年4月8日             | 2016年8月21日            | 2年4個月                     |                          |                          |                          |                          |                          |                          |                          |                          |
| 14                       | 吳木富                   | 2016年8月22日            | 2016年10月11日           | 1個月                        |                          |                          |                          |                          |                          |                          |                          |                          |
| 15                       | 趙興華                   | 2016年10月12日           | 2018年2月11日            | 1年4個月                     |                          |                          |                          |                          |                          |                          |                          |                          |
| 交通部高速公路局局長     |                          |                          |                          |                              |                          |                          |                          |                          |                          |                          |                          |                          |
| 1                        | 趙興華                   | 2018年2月12日            | 2025年7月1日             | 7年4個月（目前任期最長局長） |                          |                          |                          |                          |                          |                          |                          |                          |
| 2                        | 彭煥儒                   | 2025年7月2日             | 2025年7月17日            |                              |                          |                          |                          |                          |                          |                          |                          |                          |
| 3                        | 陳文瑞                   | 2025年7月18日            | 現任                     | 0个月                        |                          |                          |                          |                          |                          |                          |                          |                          |

## 組織
- 局長
  - 副局長
    - 總工程司
    - 主任秘書
      - 副總工程司

### 職掌
- 國道路網之長程規劃、研究發展與相關工程設施及交通控制智慧型運輸系統之規劃。
- 國道新建、拓建、養護工程之設計與預算之編擬及工程發包、施工、職業安全衛生之管理及技術規範之研訂。
- 國道用地取得之相關地籍調查、測量、估價、協調、拆遷、補償、公共設施及產權管理。
- 國道之交通管理及行車安全維護。
- 國道通行費之徵收。
- 國道路邊設施之營運管理。
- 國道沿線環境之整理及維護。
- 國道用地、房屋與其他財物之備置、保管、運用及財物處理。
- 上級機關交辦或其他機關委託辦理之工程。
- 其他有關國道業務事項。

### 內部單位
業務部門
- 路產組
- 工務組
- 規劃組
- 業務組
- 交通管理組
- 綜合組

行政部門
- 秘書室
- 主計室
- 人事室
- 政風室
- 資訊室

### 所屬機關
- 北區養護工程分局（下設5個工務段及2個交控中心）
  - 中壢工務段
  - 頭城工務段
  - 關西工務段
  - 木柵工務段
  - 內湖工務段
  - 北區交通控制中心
  - 坪林交通控制中心
- 中區養護工程分局（下設5個工務段及1個交控中心）
  - 南投工務段
  - 大甲工務段
  - 苗栗工務段
  - 斗南工務段
  - 台中工務段
  - 中區交通控制中心
- 南區養護工程分局（下設4個工務段及1個交控中心）
  - 新營工務段
  - 岡山工務段
  - 白河工務段
  - 屏東工務段
  - 南區交通控制中心
- 第一新建工程分局（下設5個工務所、材料試驗所）
- 第二新建工程分局（下設5個工務所、材料試驗所）